# Billy Celeski
Billy Celeski (n. 14 iulie 1985, Ohrid, RSF Iugoslavia) este un fotbalist australian.
Celeski a debutat la echipa națională a Australiei în anul 2009.

## Statistici
| Australia | Australia | Australia |
| An        | Meciuri   | Goluri    |
| --------- | --------- | --------- |
| 2009      | 1         | 0         |
| Total     | 1         | 0         |